# 逆權侵佔
逆權侵佔（英語：adverse possession）是普通法的法律概念，指房地產的非業主不經原業主同意，持續佔用對方土地超過一定的法定時限後，原業主的訴訟時限即終止，該佔用者可以成為該土地的合法新業主，不必付出任何代價。

## 敵意佔有
逆權侵佔需要合乎「敵意佔有」（hostile possession）之要素。佔有者不單只需要持續並實質佔有有關土地，而且還需要顯示其敵意佔有之意圖，例如設下門鎖，圍欄，門牌，人為耕作等。如果土地佔有者相信原業主容許其合法進入該地（例如租用），其佔有意圖便不成立。不完全合乎「敵意佔有」之條件，例如聲稱有意繳租但長年無法繳租的情況，就不能以逆權侵佔為由成為該土地的合法業主。

### 善意與惡意
一些普通法地區不容許惡意（malice）佔有人以逆權侵佔為由成為新業主。所謂「惡意佔有」，是指其土地擁有者已知道有關土地已被他人敵意佔有（即是看見了別人設下的門鎖，圍欄，門牌，或「閒人免進」之標記等），不論是罔顧此事實，或是毀壞或移除有關標記，仍然長期佔有該地。
在這些司法區，並非惡意佔有的敵意佔有者仍然合符逆權侵佔的要素（買錯屋住錯屋的情況），他仍可以以此法律成為合法新業主。
一些司法區要求敵意佔有人證明其善意，否則逆權侵佔無效。這些善意包括：
- 繳付土地稅，與作為房地產擁有人應繳付的稅；或
- 其他行為顯示佔有者真誠相信擁有其佔用地方的權利（right to claim）

## 道德理由
因為土地擁有權訴訟時效是有限的，所以才出現「逆權侵佔」。這個訴訟時效為12年（香港《時效條例》第347章第7(2)條），而這個時效可以由明文法指定或改變（香港法例而言，1991年7月1日前為20年，7月1日後來為12年）。
如果訴訟時效是無限制的，那麼任何土地擁有人都無法安心，因為任何土地可能在數百或甚至一千多年前有其合法擁有者，他們的後人都可以訴訟，現有的土地擁有人便要面對無窮無盡的法律風險，這樣危害到私有產權的穩定性。
這個理由與其他普通法訴訟都有有限訴訟時效是一樣的。

### 應用於領土紛爭
因為訴訟時效限制適用於私人土地紛訟，那麼訴訟時效限制適用於處理領土紛爭亦理所當然。
在國際法，任何國家若確信其國土被敵意佔有，便有責任提出正式抗議（不必訴訟，但該抗議需備案）。若然超過了時限下不作抗議或訴訟，國際法便不能宣稱該佔有為非法，佔有國便自然成為合法擁有者。

## 質疑
在英國，與逆權侵佔的相關法例受到質疑，但香港法院已基於港英兩地的土地註冊有別為由，而拒絕跟從同為普通法系的英國的做法。。

## 案例

### 美國
- 俄亥俄州，嘉德蘭聖殿

### 香港
根據香港1945年成文法《時效條例》第347章，第7條及第17條，任何人士（包括惡意佔有者）無間斷佔用官地60年，香港政府便會失去該官地的追索權。
- 2013年2月，男子李炳章入稟高院稱，他早於1949年3月或之前，已佔用筲箕灣阿公岩某部分土地逾60年，申請逆權侵佔，結果獲判勝訴。其勝訴理由是，屋宇署在1991年6月向他發出修葺令，指他在1952年購入的屋宇結構存在危險，證明他早在當年已開始佔用官地。
- 2011年2月，梁輝約在1963至1964年間佔用元朗練板村的一幅地，但法庭從高空拍攝的圖片及其他文件，顯示夫婦權侵佔至少20年，故裁定梁氏勝訴。
- 2010年8月，女租客林芝入稟，要求逆權侵佔土瓜灣馬頭角道一個單位業權，獲判勝訴。法官認為，業主失去聯絡已26年，租客盡力尋找不果，故根據時效條例判單位給她。
- 2009年11月，新世界發展購入元朗屏山唐人新村兩幅農地，一名在上址居住了近30年的七旬老翁入稟高院要求「逆權侵佔」土地，被裁定敗訴。
- 2006年1月，老婦黃壬娣與女兒陳淑賢，稱已佔用土地逾20年，要求「逆權侵佔」大埔滘松園一幅12萬平方呎農地，與業主恒基地產附屬公司打官司，終審法院於2006年按《時效條例》裁定土地歸黃婦。
- 公民教育委員會主席香灼璣，被指涉嫌非法佔用官地20年，興建慈雲山觀音山九號屋。[4][5]